# Kanzach (Fluss)
Die Kanzach ist ein kleiner Fluss im baden-württembergischen Landkreis Biberach, der nach einem etwa 26 Kilometer langen, erst südlichen, dann länger nordnordwestlichen Lauf gegenüber von Daugendorf von rechts in die Donau mündet. Ihr Oberlauf vor dem Federsee heißt Ach.

## Geographie

### Verlauf

#### Ach
Die Kanzach entsteht unter dem Namen Ach nördlich des Federsees, etwas westlich des Uttenweiler Ortsteils Ahlen, im Nordzipfel der moorigen Rinne des Federseebeckens, auf etwa 595 m ü. NHN. Diese läuft südwärts durch das unter Naturschutz stehende Nördliche Federseeried, vorbei an Seekirch auf dem östlichen und Alleshausen auf dem westlichen Anstieg aus der sich nach diesen Orten, nun im Naturschutzgebiet Federsee, stärker weitenden Mulde. Auf der Breite von Tiefenbach fließt die Ach nach rund 4,7 Kilometern wenig gewundenen Laufs auf 578,5 m ü. NHN in den von Nordost nach Südwest langgestreckten Federsee ein, der nordöstlich von Bad Buchau liegt. Die Ach hat ein mittleres Sohlgefälle von nur etwa 1,4 ‰.

#### Kanzach
Den See verlässt das Gewässer dann als Kanzach südwestwärts in einem anthropogen angelegten Graben. Auf diesem Teilstück quert ein Wehr den Lauf, dank dessen der Grundwasserspiegel des Moores gesteuert werden kann, und der von Reichenbach kommende Mühlbach fließt durch Buchau etwa von Süden zu. Die Kanzach zieht hier ungefähr drei Kilometer weit schnurgerade nach Südwesten.
Am Vollochhof knickt sie an der Landesstraße 275, nun deren Lauf folgend, nach Nordwesten ab, nun im Gebiet der Gemeinde Kanzach, deren namengebendes Dorf sie abwärts durchzieht. Noch am Ortseingang mündet hier von Süden der Bierstetter Bach. Von dort an zieht die Kanzach in nun natürlicherem Lauf mit kleinen Richtungswechseln bis zur Mündung auf ihrem längsten Laufabschnitt etwas nordnordwestwärts. Nächster Ort am Ufer ist Dürmentingen, bei dessen Ortsteil Burgau sie die von Ostsüdosten kommende Miesach aufnimmt, die ebenfalls gegenläufige Quellbäche etwa von Norden und Süden her hat. Nach dem danach noch durchquerten Ortsteil Hailtingen der Gemeinde wechselt die Kanzach aufs Gemeindegebiet von Unlingen, wo sie nacheinander durch die Dörfer Göffingen und dann Unlingen zieht, wo die Bundesstraße 311 den Fluss quert. Abwärts davon kreuzt schon in der Donau-Flussaue auch noch die Bahnstrecke Ulm–Sigmaringen das Gewässer.
Zuletzt wechselt die Kanzach noch über ins Stadtgebiet von Riedlingen, passiert die Fischermühle und mündet dann gegenüber dem Dorf Daugendorf von rechts und auf etwa 521 m ü. NHN in die hier nordwärts laufende Donau.
Die Kanzach ist insgesamt 25,8 Kilometer lang, davon entfallen 19,0 Kilometer auf den Abschnitt unter ihrem Hauptnamen ab dem Ausfluss aus der Südwestspitze des Federsees. Ab dort verliert sie unter mittlerem Sohlgefälle von 3,0 ‰ bis zur Mündung rund 58 Meter an Höhe.

### Zuflüsse
Von der Quelle zur Mündung. Auswahl.
- Griesenbach, von links nahe Uttenweiler-Ahlen
- Brasenberger Graben, von rechts bei Alleshausen-Brasenberg
- Durchfließt den Federsee
- Kirchweggraben, von rechts im Federsee
- Brühlgraben, von links im Federsee
- Bruckgraben-4, von links im Federsee
- Bruckgraben-3, von links im Federsee
- Bruckgraben-2, von links im Federsee
- Bruckgraben-1, von links im Federsee
- Seegraben, von links bei Bad Buchau nach dem Federsee
- Seelenweihergraben, von rechts
- Brühlgraben, von links
- Bierstetter Bach, von links bei Kanzach, 10,1 km und 24,0 km²
- Mühlbach, rechter Teilungslauf bis in Dürmentingen
- Schüttgraben, von links in Dürmentingen
- (Triebwerkskanal), rechter Teilungslauf in Dürmentingen
- Oberweihergraben, von links nach Dürmentingen
- Miesach, von rechts nach Dürmentingen-Burgau, 8,4 km und 18,7 km²
- Dentinger Bach, in Dürmentingen-Hailtingen, 3,3 km
- Mühlbach, rechter Teilungslauf durch Unlingen-Göffingen
- Möhringer Bächle, von rechts in Unlingen, 4,5 km
- (Triebwerkskanal der Kernmühle), rechter Teilungslauf bei Unlingen